# جاتزادا سکیانو
جاتزادا سکیانو (به ایتالیایی: Gazzada Schianno) یک کومونه در ایتالیا است که در استان وارزه واقع شده‌است.

## خصوصیات
جاتزادا سکیانو ۴٫۷۵ کیلومترمربع مساحت و ۴٬۶۴۴ نفر جمعیت دارد و ۳۶۸ متر بالاتر از سطح دریا واقع شده‌است.

## خواهرخوانده
شهر Seckach خواهرخواندهٔ جاتزادا سکیانو هست.